# Ivan Šimonović
Ivan Šimonović (ur. 2 maja 1959 w Zagrzebiu) – chorwacki prawnik, nauczyciel akademicki i dyplomata, profesor, prorektor Uniwersytetu w Zagrzebiu (2006–2008), minister sprawiedliwości (2008–2010), zastępca sekretarza generalnego ONZ ds. praw człowieka (2010–2016)

## Życiorys
Ukończył studia prawnicze na Uniwersytecie w Zagrzebiu (1982). Na tej samej uczelni uzyskiwał magisterium (1984) i doktorat (1990). Zawodowo od 1982 związany z macierzystą uczelnią, w 1986 został adiunktem na wydziale prawa. W 1991 w trakcie wojny w Chorwacji jako ochotnik dołączył do gwardii narodowej (ZNG). W 1992 został zatrudniony w ministerstwie spraw zagranicznych, do 1996 był asystentem ministra (z przerwą w latach 1993–1994, gdy jako stypendysta Programu Fulbrighta przebywał na Uniwersytecie Yale).
W latach 1996–1997 i 2003–2004 pełnił funkcję wiceministra spraw zagranicznych. Od 1997 do 2003 był stałym przedstawicielem Chorwacji przy Organizacji Narodów Zjednoczonych w Nowym Jorku. Był też przedstawicielem Chorwacji przy Międzynarodowym Trybunale Sprawiedliwości w Hadze (2001–2008), pierwszym wiceprzewodniczącym (2001–2002) i przewodniczącym (2002–2003) Rady Gospodarczej i Społecznej ONZ. W międzyczasie powrócił do pracy naukowej, pełną profesurę uzyskał w 2005. Zajmował stanowiska prodziekana wydziału prawa (2006–2008) i prorektora Uniwersytetu w Zagrzebiu (2006–2008).
Od października 2008 do lipca 2010 sprawował urząd ministra sprawiedliwości w dwóch rządach, którymi kierowali Ivo Sanader i Jadranka Kosor. Przeszedł następnie do pracy w strukturze ONZ. W latach 2010–2016 pełnił funkcję zastępcy sekretarza generalnego ONZ ds. praw człowieka, następnie do 2018 był specjalnym doradcą sekretarza generalnego ONZ ds. odpowiedzialności za ochronę. Wykładał gościnnie na Uniwersytecie Columbia, a w 2018 ponownie objął profesurę na macierzystej uczelni. W 2019 po raz drugi mianowany stałym przedstawicielem Chorwacji przy ONZ w Nowym Jorku.

## Odznaczenia
- Order Księcia Branimira (1995)[6]